# Kuwik
Kuwik is een bestuurslaag in het regentschap Kediri van de provincie Oost-Java, Indonesië. Kuwik telt 3974 inwoners (volkstelling 2010).